# Ilka Otte
Ilka Otte (* 4. Oktober 1942 in Leipzig; †) war eine deutsche Holzgestalterin.

## Leben und Werk
Ilka Otte studierte von 1961 bis 1964 Holzgestaltung an der Fachschule für angewandte Kunst Schneeberg. Danach arbeitete sie bis 1978 in einer Entwicklungsstelle der Holzindustrie der DDR. Ab 1978 war sie in Olbernhau freischaffend als Holzgestalterin tätig. Wie andere namhafte Holzgestalter der DDR, u. a. Hans Brockhage, Helmut Flade und Gerd Kaden (* 1949), machte sie Entwürfe für Produkte des VEB Kunstgewerbe-Werkstätten Olbernhau, die z. T. heute noch im Sortiment sind. Der Betrieb ist einer der namhaftesten Hersteller auf dem Gebiet traditioneller Erzgebirgischer Volkskunst und war in der DDR als eigenständiges Unternehmen der Hochschule für industrielle Formgestaltung Halle – Burg Giebichenstein angeschlossen. Ein von Ilka Otte 1978 entworfener Räuchermann gehörte zu den beliebtesten seiner Art.
Ilka Otte war Mitglied des Verbands Bildender Künstler der DDR.

## Werke (Auswahl)
- Bewegliches Pferd (1976, Fichtenholz, gedrechselt, geschnitten; auf der VIII. Kunstausstellung der DDR)[3]
- Bewegliche Lokomotive (1976, Fichtenholz, gedrechselt, geschnitten; auf der VIII. Kunstausstellung der DDR)[4]

## Ausstellungen (unvollständig)

### Personalausstellungen
- 1982: Berlin, Studio-Galerie (mit Gerd Kaden)
- 1983 und 1988: Karl-Marx-Stadt
- 1986: Marienberg
- 1987: Rostock

### Teilnahme an Ausstellungen
- 1974 bis 1985: Karl-Marx-Stadt, fünf Bezirkskunstausstellungen
- 1976: Berlin, Ausstellungszentrum am Fernsehturm („Junge Künstler der DDR“)
- 1977/1978: Dresden, VIII. Kunstausstellung der DDR
- 1978: London, Spielzeugausstellung
- 1983: Göttingen, Städtisches Museum („Kunsthandwerk aus der DDR. Textilgestaltung – Holzgestaltung“)